# Tien Giang
Tien Giang (vietnamesiska: Tiền Giang) är en provins i södra Vietnam. Provinsen består av stadsdistrikten My Tho (huvudstaden) och Go Cong samt sju landsbygdsdistrikt: Cai Be, Cai Lay, Chau Thanh, Cho Gao, Go Cong Dong, Go Cong Tay samt Tan Phuoc.